# 코코스토어

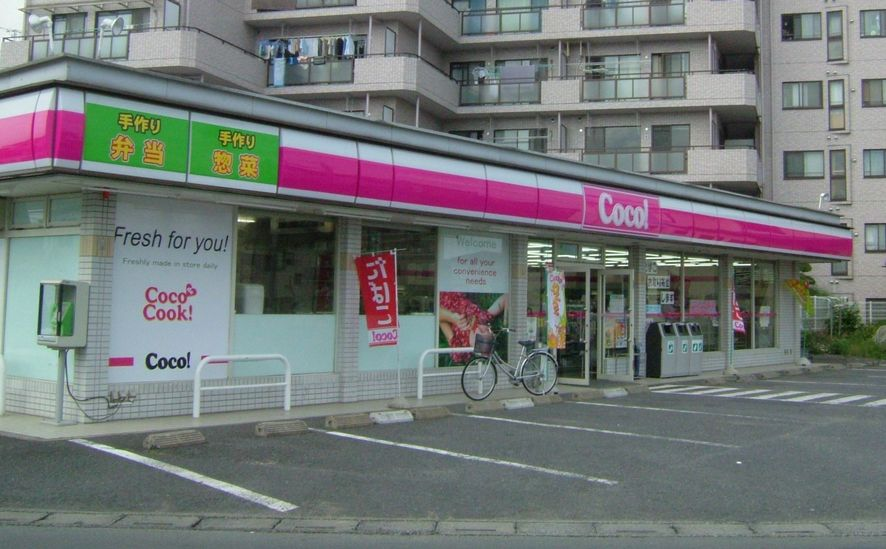
코코스토어

코코스토어(일본어: ココストア 코코스토아[*], 영어: Cocostore)는 일본의 없어진 편의점 체인이다. 본사는 아이치현 나고야시 나카구 사카에에 위치하고 있다. 1972년 6월 설립되었다. 2015년 12월에 훼미리마트에 흡수 합병된 후에도 일부 점포는 이 회사에 의해 계속 코코스토어라는 이름으로 운영되었지만, 2016년 10월까지 대부분의 점포가 훼미리마트로 전환되어 소멸되었다.